# Töntarna
Töntarna é uma canção da banda de rock alternativo sueca Kent.

## Paradas
| Parada (2009)     | Melhor Posição |
| ----------------- | -------------- |
| YleX              | 5              |
| Sverigetopplistan | 1              |
| VG-lista          | 1              |